# Bildstock (Garitz, Seestraße)

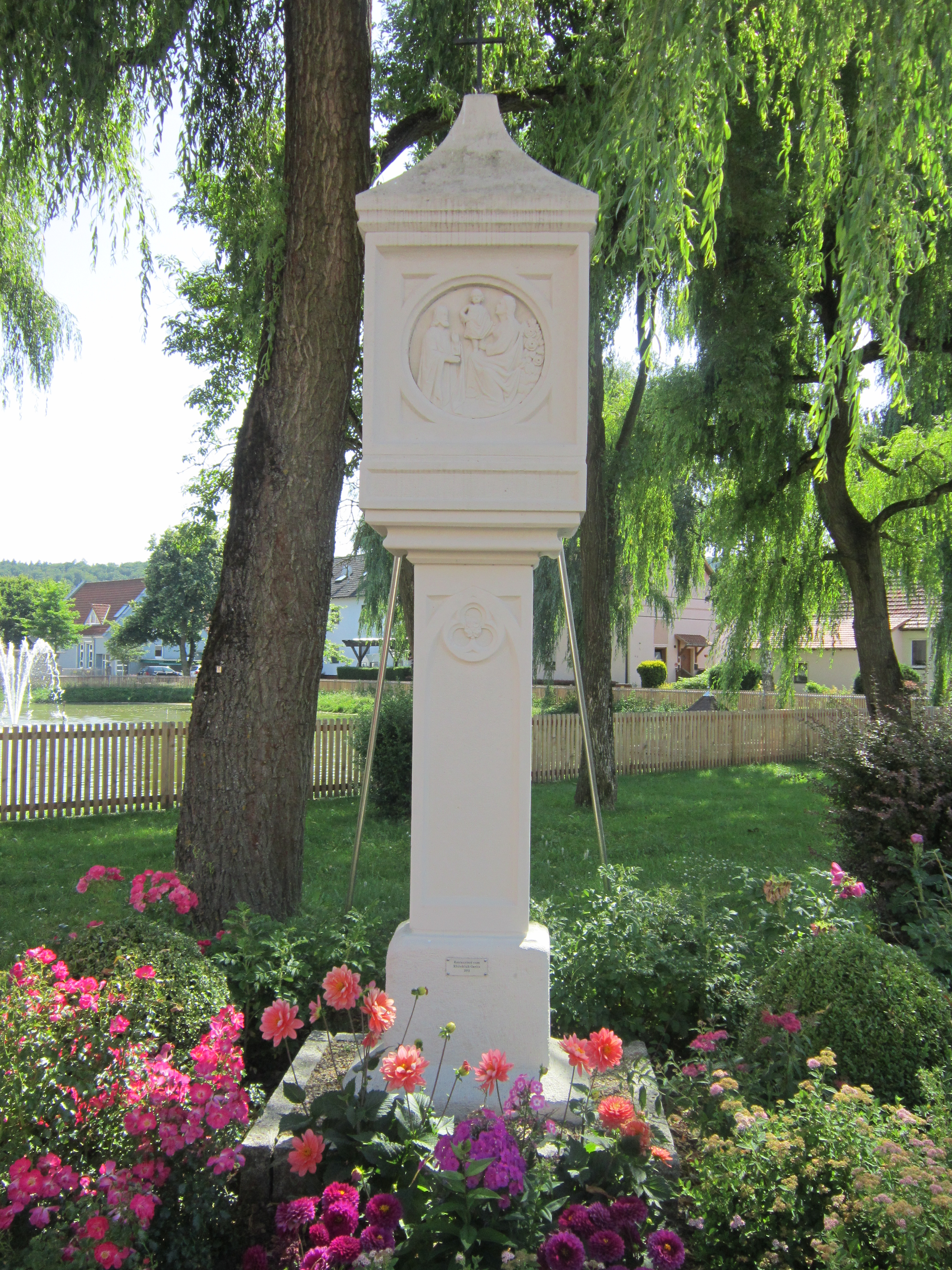
Bildstock, Seestraße, Garitz.

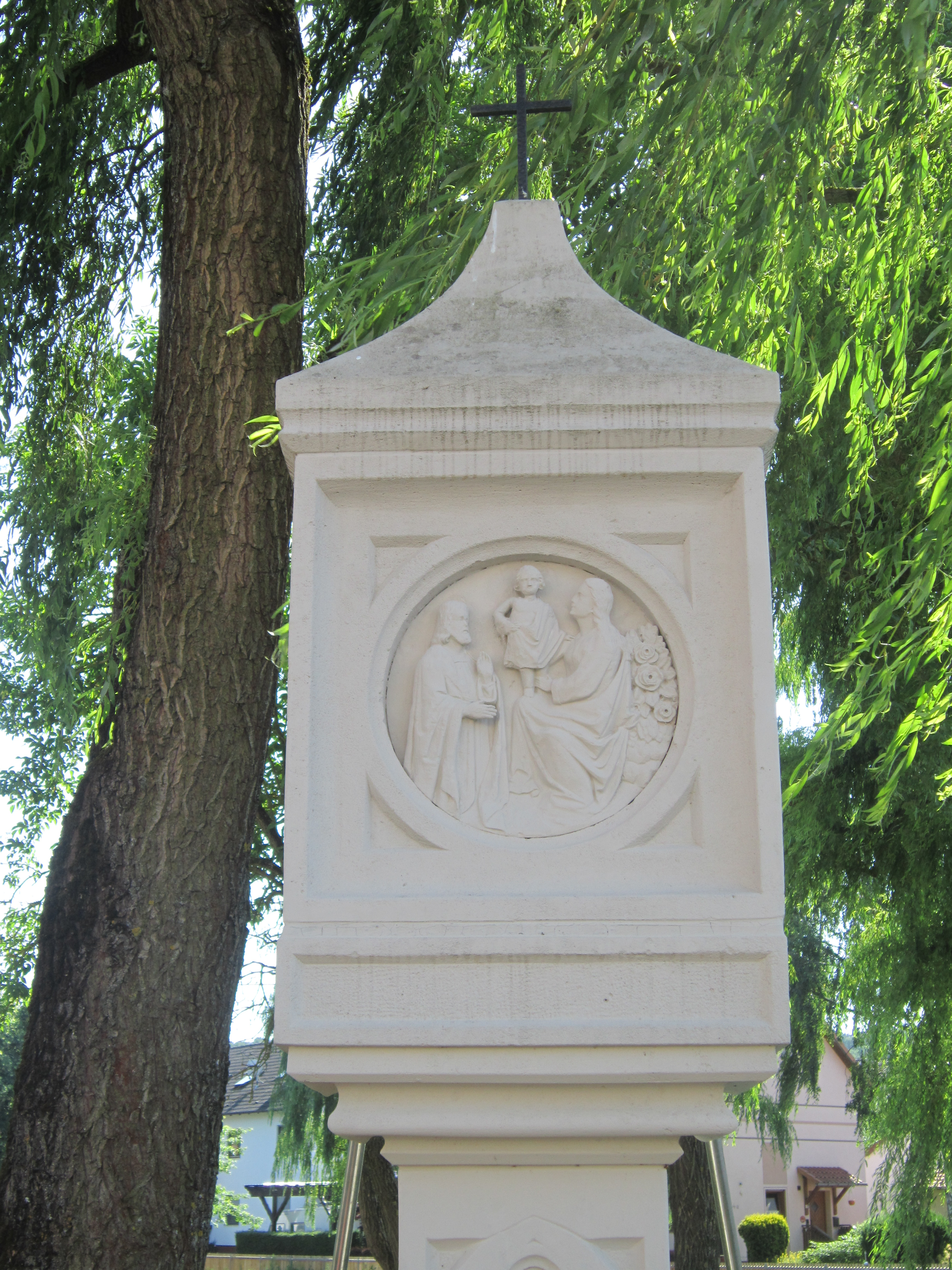
Nahaufnahme

Der Bildstock mit der Adresse Seestraße ist ein Flurdenkmal in Garitz, einem Stadtteil von Bad Kissingen, der Großen Kreisstadt des unterfränkischen Landkreises Bad Kissingen. Er gehört zu den  Bad Kissinger Baudenkmälern und ist unter der Nummer D-6-72-114-171 in der Bayerischen Denkmalliste registriert.

## Beschreibung
Der neugotische, aus Sandstein bestehende Bildstock am Parkplatz am Garitzer See entstand im Jahre 1901. Bei dem Bildstock handelt es sich um einen rechteckigen Gehäuseaufsatz mit walmartiger Bedachung auf einem Vierkantschaft mit Maßwerkornament. Im Rundmedaillon befindet sich eine Reliefsdarstellung der Heiligen Familie.
Im Rahmen der Organisation der gärtnerischen Pflege seines Standortes wurde der Bildstock im Jahr 2011 aufwändig saniert.